# Попово-Поле
Попово-Поле (или Поповское поле; сербохорв. Попово поље / Popovo polje, Попово / Popovo, Popovska vala) — карстовое полье на юге Боснии и Герцеговины, на территории Республики Сербской.
Длина полья составляет 31 км, ширина — 1,5 км. Площадь — 181 км². Относится к самым низким польям Герцеговинского плато с высотою дна полья на уровне 200—250 м. От Адриатического моря отделено карстовым плоскогорьем шириной до 15 км. В широком смысле означает район от Хутова на северо-западе до Требиня на юго-востоке, включая собственно Попово полье между Хутово и Полица, Требинский лес от Полица до Требиня, Мокро полье к югу от Требиня. По полью протекает река Требишница с бетонированным руслом. В верховьях реки сооружены водохранилища с гидроэлектростанциями: Гранчево и озеро Горичко. В полье получило развитие садоводство (яблони, персики, вишня), виноградарство, посевы пшеницы, кукурузы, табака. В окрестностях селения Завала имеется пещера Ветреница протяжённостью 7014 м.
Топоним, вероятно, доримского происхождения. Название впервые упоминается в XII веке в Летописи попа Дуклянина как лат. Papava. В дубровницких документах XIII—XIV веков название фигурирует как лат. Papaua, Papoa. Под славянским названием «Попово» встречается в грамоте князя Мирослава.